# Gaspard de Clermont-Tonnerre
Gaspard de Clermont-Tonerre, marchese de Cruzy e Vauvilliers e duca di Clermont-Tonerre (Digione, 16 agosto 1688 – Parigi, 16 marzo 1781), è stato un nobile e militare francese e maresciallo di Francia.

## Biografia
Appartenente a un'antica famiglia aristocratica nota già dal XII secolo, ebbe una lunga e gloriosa carriera militare nell'esercito francese, facendo le sue prime esperienze belliche nell'armata del Villars durante la Guerra di successione spagnola, dove combatté come tenente, poi capitano e infine maggiore; seguì tutte le campagne del Villars, combattendo le truppe anglo-asburgiche sul Reno e spingendosi in Italia e in Tirolo, espugnando Kufstein, Rattenberg, Halle e Innsbruck, spingendosi presso Vipiteno.
Successivamente combatté nelle Fiandre sempre con il duca di Villars, a Le Quesnoy, Landreches e Bouchain.
Finita la Guerra di Successione Spagnola, si ritirò in vita privata per alcuni anni con il grado di colonnello, ma durante la Guerra dei Sette Anni gli fu affidato un importante grado di comando nell'armata di Maurizio di Sassonia nelle Fiandre, dove partecipò alla sconfitta dell'esercito anglo-olandese capitanato dal duca di Cumberland a Fontenoy; distintosi particolarmente durante la Battaglia di Lauffeld, nel 1747 fu promosso tenente generale e Maresciallo di Francia.
Successivamente fu elevato al titolo di marchese (era conte per nascita) di Cruzy e Vauvillers, dal nome della sua residenza campagnola in Borgogna che aveva ereditato e nella quale risiedeva nei periodi di inattività (dal 1756 non avrebbe più preso parte a campagne militari); successivamente fu Connestabile, ereditario Gran Maestro del Delfinato. Nel 1718 aveva sposato Antoiniette de Saint-Germain Novion, che gli aveva dato tre figli:
- Jules Charles Henri (1720-1794), duca di Clermont-Tonerre;
- Madaleine-Louise Jeanne (1722-1769);
- Francois Joseph (1727-1809), marchese di Clermont-Tonerre.

Gaspard de Clermont-Tonerre fu inoltre autore di importanti opere di economia e di storia militare ancora utilizzabili nelle scuole per la loro modernità; nel 1717 era stato nominato dal neo re Luigi XV cavaliere dell'Ordine di San Luigi e cavaliere dell'Ordine dello Spirito Santo nel 1724; in occasione dell'incoronazione di Luigi XVI nel 1775, quando aveva 87 anni, il coriaceo aristocratico fu elevato al titolo di duca di Clermont-Tonerre e quindi Pari di Francia. Morì nel 1781 all'età di 93 anni.